# Битва під Чорним Островом (1657)
Битва під Чорним Островом — відбулася 20 липня 1657 року під час Другої Північної війни.
Коронне військо на чолі з коронними гетьманами великим Станіславом Реверою Потоцьким і польовим Єжи Себастьяном Любомирським у поєднанні з польсько-литовсько-кримським військом Стефана Чарнецького змусило трансільванську армію Юрія II Ракоці капітулювати.

## Генеза
8 січня польські війська були розділені під Кцинею — за підтримки королеви Луїзи Марії Ґонзаґи 6000 військ під командуванням Стефана Чарнецького рушили до Гданська. Станіслав Ревера Потоцький, дізнавшись про вхід Ракоці, неохоче рушив до нього.
20 лютого 1657 року він стояв у Ярославі з 3500 кіннотниками, де чекав на дивізію Любомирського, яка прибула туди з Кракова.
Почувши звістку про наближення великих військ Ракоці, Потоцький рушив на північ і в районі Янова Любельського відбулося зіткнення з частиною трансільванського війська, під час якого загинув кінь під керівництвом самого Потоцького. Незважаючи на поразку, Потоцькому вдалося уникнути бою з головними силами Ракоці та відступити через Красник, Уржендув (2 березня), Белжиці, Люблін, звідки він рушив на Луків, щоб з'єднатися з литовським військом. По дорозі він об'єднався з відділами Любомирського та Чарнецького. Зустріч з литовською армією відбулася в Лосіце до 29 квітня. Ракоці, бачачи, що не зможе наздогнати війська корони, повернувся до Кракова і посилив свою залогу 2500 вояками. У Цмелюві Ракоці об'єднався з Карлом Х Густавом.
На цей момент об'єднане військо Речі Посполитої складалося з бл. 25 тисяч кавалерії та драгунів, тоді як трансільвансько-козацько-шведське військо мало бл. 38 тисяч солдатів, у тому числі піхоти. Через відсутність останнього та значну чисельну перевагу противника польсько-литовське військо не наважилося зіткнутися з ворогом і вирішило відступити до Брестя. Тут польські війська знову розділилися — Потоцький і Любомирський рушили назустріч кримському війську.
Вже в травні 1657 року в Сокалі, незважаючи на відсутність звісток про кримців, було прийнято рішення спустошити Трансільванію. У червні ситуація докорінно змінилася, оскільки внаслідок нападу Данії (Дансько-шведська війна (1657—1658)) шведи залишили армію Ракоці та рушили до Данії.
А поки, як і планувалося, 4-тисячна дивізія Любомирського рушила через Любачів до Самбора, звідки попрямувала до Трансільванії. Її підтримували багатотисячні загони селян, розлючених угорською навалою, які сподівалися на здобич. Під час вторгнення дивізія Потоцького залишалася в резерві. На початку липня дивізія Любомирського повернулася з Угорщини і возз'єдналася з дивізією Потоцького в районі Стрия чи Самбора.
Чарнецький, який переслідував шведів, які втікали до Данії, був викликаний Яном Казимиром до Ченстохови, де він приєднався до литовських військ Александра Гіларія Полубінського та кримців. Таким чином армія Чарнецького досягла 10 000 вояків. Після зустрічі в Ланьцуті 7–8 липня Чарнецький переслідував Ракоці, який тікав з Польщі, а Потоцький і Любомирський пішли, щоб перекрити шлях трансільвансько-козацькому війську до угорського кордону.
11 липня Чарнецький наздогнав розгромив ар'єргард армії Ракоці під Магеровом. Наступного дня угорці, волохи, молдавани та козаки зазнали значних втрат під час переправи через річку Полтви. 16 липня Чарнецький приєднався до гетьманів у Підгайцях і разом вони взялися остаточно розправитися з Ракоці.
Становище втікачів погіршилося, коли з їхніх лав вийшло козацьке військо полковника Антона Ждановича. Крім того, військо трансільванського князя з кожним днем скорочувалося через дезертирство.

## Битва
Опинившись у безвихідному становищі, Ракоці відправив посланця до польського воєначальника з проханням про мир. Переговори закінчилися вимогою Чарнецького до Ракоці повністю капітулювати. Гетьмани були більш охочі до компромісу, але Чарнецький зі своїми вояками націлювався на вирішальний бій, розраховуючи на знищення ворога та значну здобич.
20 липня біля Чорного Острова польський авангард розгромив трансільванську гвардію і відірвав частину рухомого складу. Ракоці вирішив покинути табори і 21 липня переїхав до Менджибужа, де розпочав переговори. Чарнецький виступив проти них і спробував спрямувати свою дивізію в бій, чому рішуче спротивився Потоцький. У результаті 23 липня 1657 р. було укладено мирну угоду.

## Після битви
На підставі капітуляції Ракоці погодився розірвати союз зі Швецією, вивести свої війська з окупованих міст Кракова та Брестя, сплатити воєнні репарації Речі Посполитій у розмірі 1,2 млн злотих. Крім цієї суми, він погодився виплатити мільйон злотих солдатам польської армії та два мільйони злотих командирам.
Проте сплачений викуп не врятував трансільванську армію від знищення, бо через три дні на Ракоці напало кримське військо, що йшло на допомогу Польщі. Кримці зовсім не поважали нещодавно укладену мирну угоду, тому трансільванським воїнам довелося в запалі тяжких боїв пробиватися вглиб країни. Вони не змогли впоратися з кримськими військами, які 31 липня захопили табір армії Ракоці в Теребовлі. Майже все військо було взято в кримський полон: 11 000 трансільванських вояків (включно з верховним гетьманом Ракоці Яношем Кемені), убивши в бою п'ятсот вояків. Ракоці вдалося втекти разом із залишками, але, прибувши до свого князівства, він був скинутий з престолу своїм сюзереном, султаном Мехмедом IV.